# 德莱蒙
德莱蒙（法語：Delémont，弗朗什-孔泰语：D'lémont）位于瑞士西北部，是汝拉州的首府。據2013年統計，當地人口大約12,000人。

## 历史

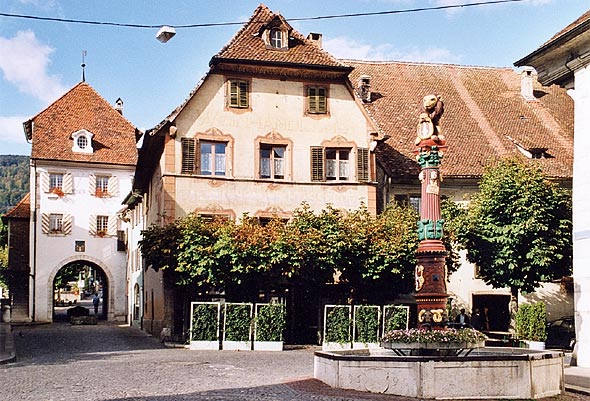
Porte au Loup

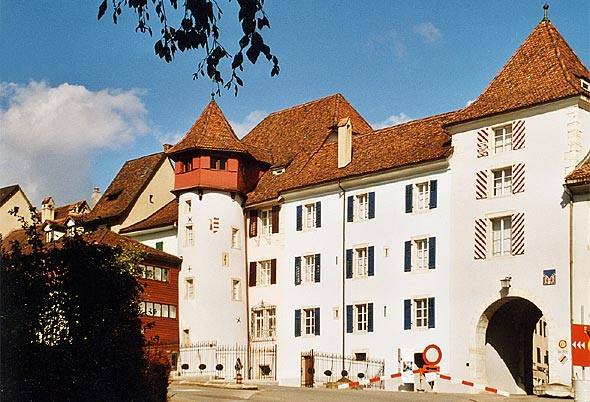
Porte de Porrentruy

德莱蒙的俯视图，由华特·密特朗于1919年拍摄

此地区在青铜时代中期已有人类定居。 在青铜时代后期有人类在今市镇的西部和南部定居。在市镇以南还发现了铁器时代的建筑。另外，在这里发现的高卢罗马陵墓、钱币和别墅表明在古罗马时期这里也有人类活动。
有关德莱蒙一名的最早记载（Delemonte）可以追溯到736-737年，而其德语名称Delsberg的最早记载（Telsperg）可以追溯到1131年。
公元七世纪时，这里属于阿尔萨斯管辖。 1271年，这里成为了巴塞爾采邑主教區的一部分，当时德莱蒙拥有一个村寨和两座城堡（Telsberg家族可能住在那两座城堡里面）。1289年1月6日，Peter Reich von Reichenstein主教宣布德莱蒙拥有一定的自治权，可以分配土地；这对市镇的发展提供了很好的条件。1338年，德莱蒙获得了向葡萄酒和食物征税的权力；然后在1461年，德莱蒙又获得了在德莱蒙和穆捷的山谷卖盐并征收盐税的权力。在15-17世纪间，镇内还有一个砖厂、两个磨坊和八个农场。这些收入加起来足以承担德莱蒙的所有债务。 在1289-1793年间，德莱蒙是德莱蒙领地（德語：Herrschaft Delsberg）的首府。
过去，德莱蒙的形状接近于正方形，拥有两条纵向大路、三条横向的路和一座13世纪建成的塔楼（塔楼位于镇的东北部），周围有城墙包围（14世纪时人们加固了市镇西南部的城墙）；全镇拥有四个城门，分别为：Porte Monsieur (又名Porte de Porrentruy)、Porte au Loup、Porte des Moulins和Porte des Près (又名Porte de Bâle)，1487年，有大火严重影响了德莱蒙；此后，人们用砖块堵住了Porte des Près。镇内还有后期文艺复兴风格的纪念喷泉。18世纪时，人们重建了较为镇内的重要建筑，其中包括：德莱蒙城堡（是当时的夏季住宅，于1716-1721年重建，其中城堡主人的房子于1717年重建）、镇政厅（重建于1742-1745年）、管理人员Rinck Baldenstein的家庭（重建于1753年）、圣马塞尔教堂（建立于1762-1767年，取代了之前位于此处的哥特式建筑，尖塔完工于1850–1851年）。

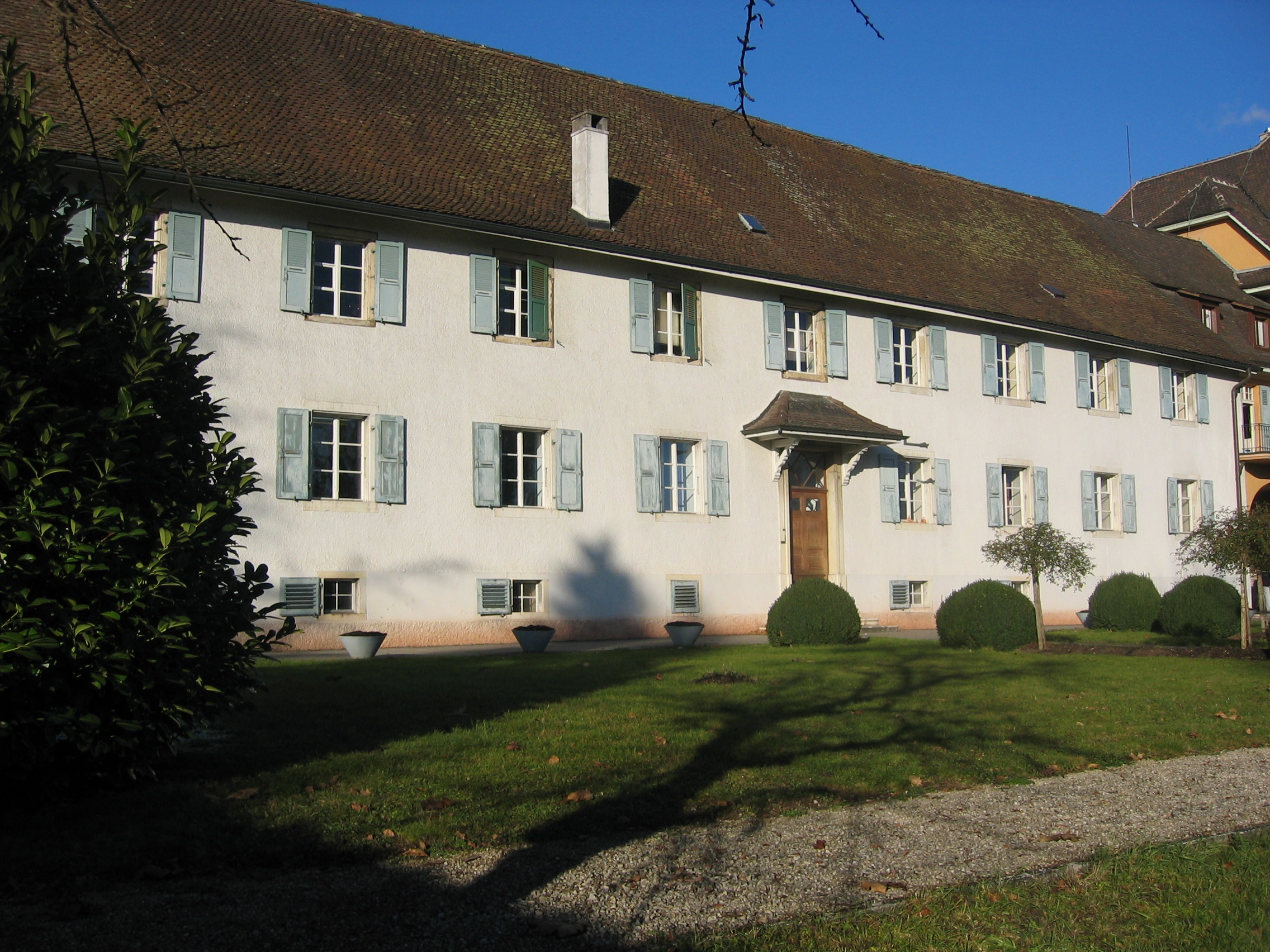
曾经的修道院

对于德莱蒙堂区的最早记载可以追溯到1255年。最早堂区由祭司管辖，1760年后由一位祭司和几位随行神职人员管辖。
反宗教改革期间， 这里建起了方濟嘉布遣會修道院和乌尔苏拉会的修道院。
圣伊米耶小圣堂曾经是Telsberg城堡的圣堂，为马利亚而建立。圣伊米耶小圣堂于1586年重建，17世纪时又扩建了几次。 
1793年，法国大革命的军队占领了德莱蒙。此后，这里成为了蒙泰里布勒省的一部分。1800年之后这里属于上莱茵省管辖。1815年拿破仑倒台后这里归伯恩州管辖。法国对德莱蒙的权力结构造成了一定的影响。公民协会失去了对大部分土地的控制权，镇政会只能提供意见。直到1831年復辟與復興時期时，全镇的居民才获得公民权。土地分配则拖延到了1866年。
在19世纪工业革命期间，德莱蒙的德语使用人口大幅度增加，1880年达到了40%。在那段时间，德莱蒙为双语社区。但是从1920年开始， 德语使用人口开始下降。
在1959年和1974年的公投中，大部分人支持建立汝拉州。1976-1978年间，德莱蒙是起草州宪法的聚会场所。汝拉州最终成立于1979年1月1日，首府为德莱蒙。

## 地理

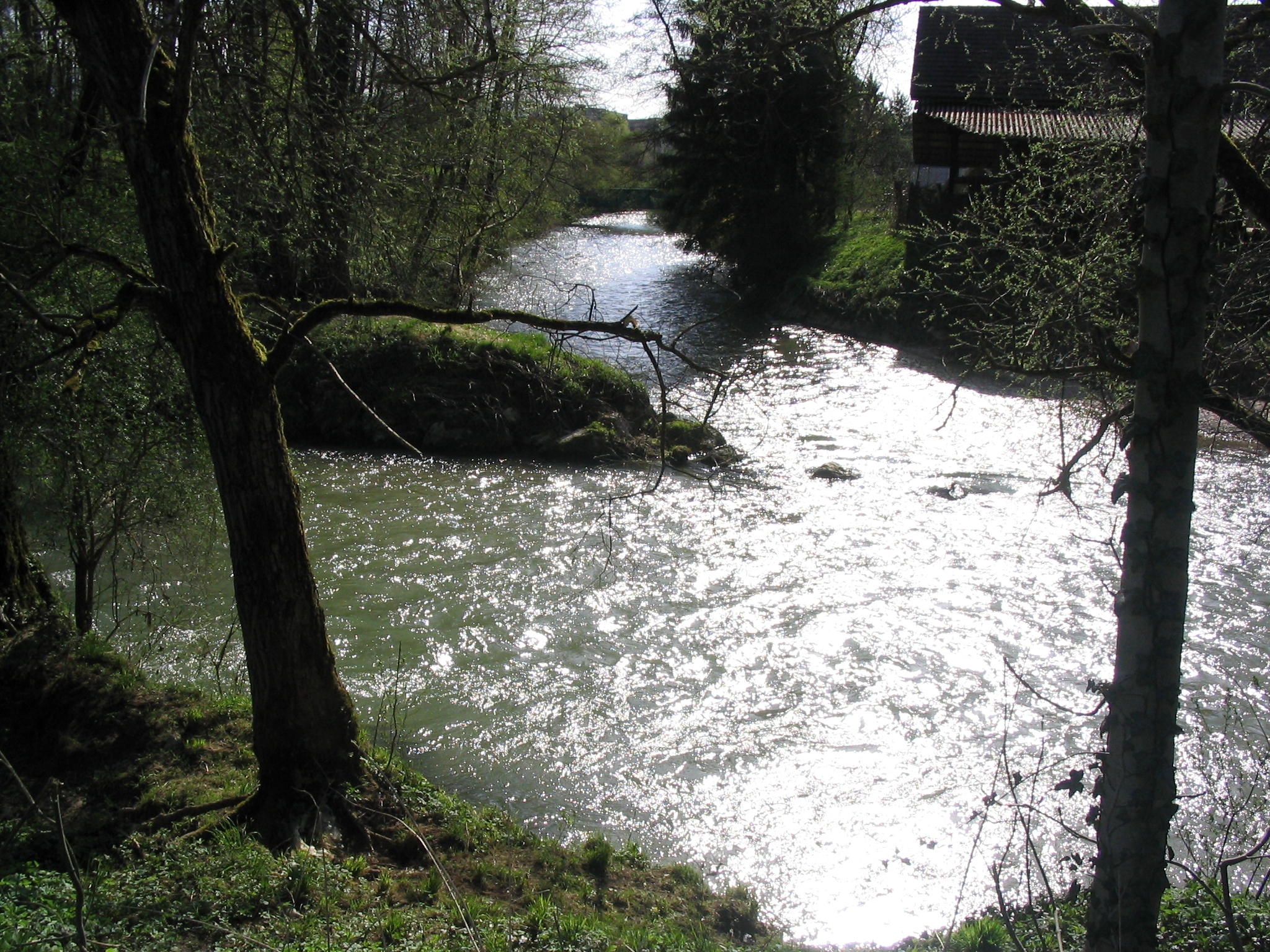
比尔斯河和索尔讷河，拍摄于德莱蒙

德莱蒙的面积为22.01平方（8.50平方英里）。截至2005年，农业用地的面积为8.12平方（3.14平方英里）（36.9%），林区面积为9.24平方（3.57平方英里）（42.0%），  建筑物与基础设施的面积为4.45平方（1.72平方英里）（20.2%），水域面积为0.18平方（0.069平方英里）（0.8%），0.02平方（4.9英畝）（0.1%）为贫瘠的土地。
在建筑物与基础设施中，工业建筑物的面积占全镇面积的2.8%，房屋等建筑物占9.8%，交通基础设施占5.2%，电力和水利等其他基础设施占1.3%，公园、绿化带和运动场等休闲设施占1.1%。在林区中，森林面积占全镇面积的40.2%，果园和树丛占1.8%。在农业用地中，庄家耕种面积占全镇面积的17.6%，牧场（不含高山牧场）占12.2%，高山牧场占6.5%。
德莱蒙位于巴塞尔西南30（19英里），在巴塞尔和比尔中间。索尔讷河流经德莱蒙境内，然后在德莱蒙山谷的北部与比尔斯河汇流。
精耕占德莱蒙不少土地。德莱蒙山谷的南端是Montchaibeux，北边则是Les Rangiers山脉和全镇最高点－la Chaive（930（3,050英尺））。比尔斯河位于全镇最东端。
德莱蒙包括Les Rondez和Les Vorbourgs两个镇，与德韋利耶、庫泰特勒、羅瑟邁松、庫朗德林、庫魯、蘇瓦耶爾、梅滕伯和布里尼翁接壤。

## 氣候
1961-1990年间，德莱蒙平均每年有134.3天有降水，年平均降水量为903（35.6英寸）。其中六月降水量最多（107（4.2英寸）），平均有12.2天有降水，虽然五月平均有14天有降水，但是五月的平均降水量只有94（3.7英寸）；十月的降水量最少，只有58（2.3英寸），平均有9天有降水。
| 德莱蒙 (1981-2010)       | 德莱蒙 (1981-2010) | 德莱蒙 (1981-2010) | 德莱蒙 (1981-2010) | 德莱蒙 (1981-2010) | 德莱蒙 (1981-2010) | 德莱蒙 (1981-2010) | 德莱蒙 (1981-2010) | 德莱蒙 (1981-2010) | 德莱蒙 (1981-2010) | 德莱蒙 (1981-2010) | 德莱蒙 (1981-2010) | 德莱蒙 (1981-2010) | 德莱蒙 (1981-2010) |
| 月份                     | 1月                | 2月                | 3月                | 4月                | 5月                | 6月                | 7月                | 8月                | 9月                | 10月               | 11月               | 12月               | 全年               |
| ------------------------ | ------------------ | ------------------ | ------------------ | ------------------ | ------------------ | ------------------ | ------------------ | ------------------ | ------------------ | ------------------ | ------------------ | ------------------ | ------------------ |
| 平均高温 °C（°F）        | 4.3 (39.7)         | 6.4 (43.5)         | 10.9 (51.6)        | 14.8 (58.6)        | 19.3 (66.7)        | 22.6 (72.7)        | 25.1 (77.2)        | 24.7 (76.5)        | 20.4 (68.7)        | 15.6 (60.1)        | 8.7 (47.7)         | 5.0 (41.0)         | 14.8 (58.6)        |
| 日均气温 °C（°F）        | 0.4 (32.7)         | 1.6 (34.9)         | 5.3 (41.5)         | 8.8 (47.8)         | 13.2 (55.8)        | 16.5 (61.7)        | 18.8 (65.8)        | 18.2 (64.8)        | 14.3 (57.7)        | 10.2 (50.4)        | 4.5 (40.1)         | 1.5 (34.7)         | 9.4 (48.9)         |
| 平均低温 °C（°F）        | −2.5 (27.5)        | −2.1 (28.2)        | 0.8 (33.4)         | 3.6 (38.5)         | 8.1 (46.6)         | 11.3 (52.3)        | 13.2 (55.8)        | 12.8 (55.0)        | 9.8 (49.6)         | 6.6 (43.9)         | 1.5 (34.7)         | −1.1 (30.0)        | 5.2 (41.4)         |
| 平均降水量 mm（）        | 56 (2.2)           | 55 (2.2)           | 66 (2.6)           | 70 (2.8)           | 105 (4.1)          | 96 (3.8)           | 98 (3.9)           | 99 (3.9)           | 84 (3.3)           | 77 (3.0)           | 70 (2.8)           | 73 (2.9)           | 947 (37.3)         |
| 平均降雪量 cm（）        | 10.6 (4.2)         | 12.6 (5.0)         | 7.7 (3.0)          | 1 (0.4)            | 0 (0)              | 0 (0)              | 0 (0)              | 0 (0)              | 0 (0)              | 0.3 (0.1)          | 3.5 (1.4)          | 8.1 (3.2)          | 43.8 (17.2)        |
| 平均降水天数（≥ 1.0 mm） | 10.5               | 9.6                | 10.9               | 10.6               | 13.2               | 11.7               | 11.2               | 10.9               | 9.2                | 10.7               | 10.8               | 11.2               | 130.5              |
| 平均降雪天数（≥ 1.0 cm） | 3.6                | 3.7                | 1.9                | 0.5                | 0                  | 0                  | 0                  | 0                  | 0                  | 0.1                | 1.2                | 2.8                | 13.8               |
| 平均相對濕度（％）       | 85                 | 81                 | 75                 | 72                 | 75                 | 74                 | 72                 | 74                 | 78                 | 82                 | 86                 | 86                 | 78                 |
| 来源：瑞士气象局         |                    |                    |                    |                    |                    |                    |                    |                    |                    |                    |                    |                    |                    |

## 交通
德莱蒙车站是德莱蒙–代勒铁路和巴塞尔–比尔铁路的交汇点，其中前者有铁路从代勒穿过贝尔福连接巴黎。

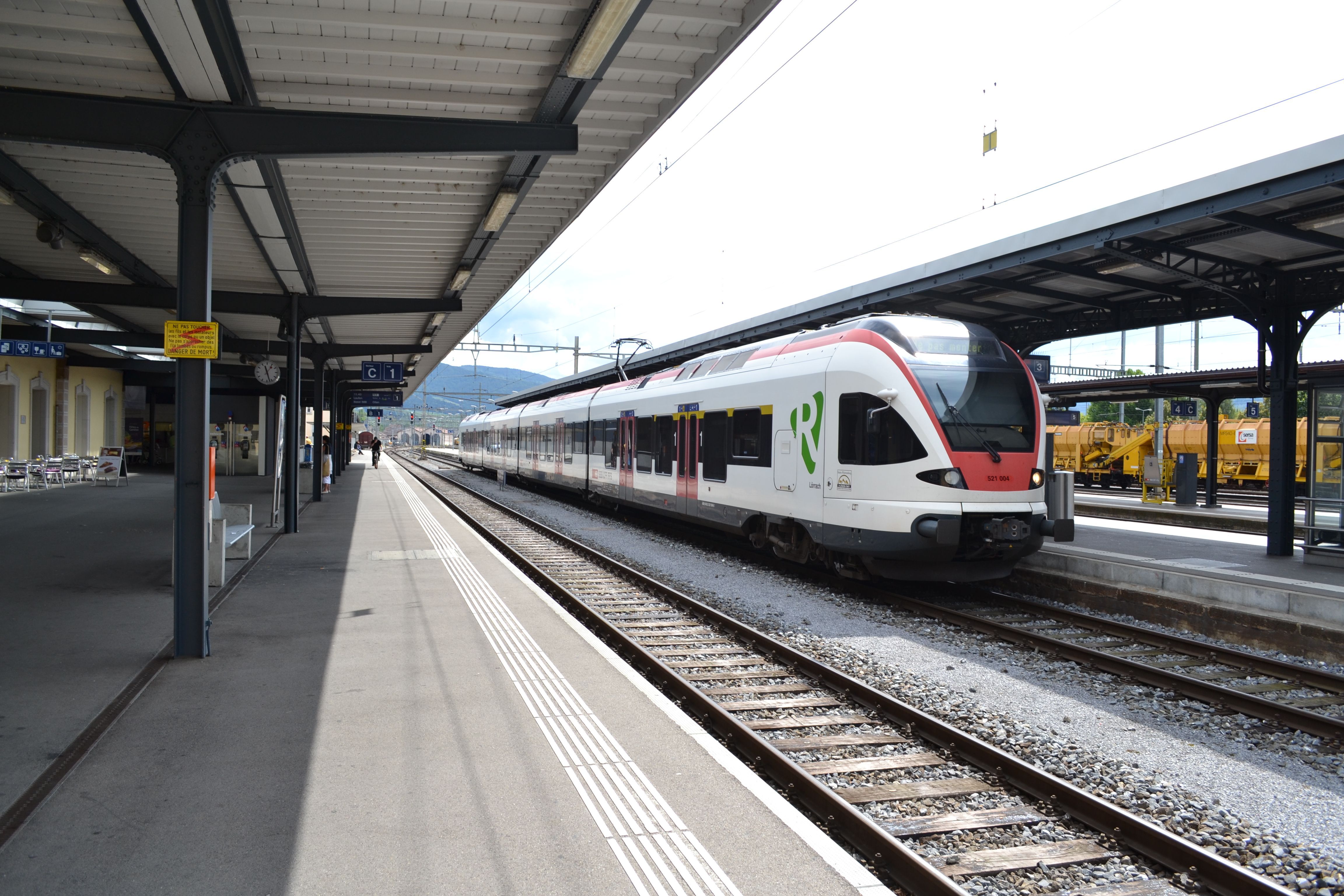
德莱蒙车站

最早的铁路于1875年从巴塞尔修建到德莱蒙，然后又于1876年修建到穆捷。
1944年9月8日，在第二次世界大战期间，同盟国意外轰炸了德莱蒙站，一些铁路员工受了伤。
德莱蒙也有道路通往附近的市镇。德莱蒙位于巴塞尔、比尔和拉绍德封之间的主路上。汝拉州的第一段高速公路A-16的德莱蒙－波朗特吕段于1998年开放。
有公交系统连接德莱蒙和附近的乡村地区。

## 名胜古迹
Vorbourg教堂、德莱蒙城堡、圣马塞尔教堂、汝拉州美术历史博物馆（法語：jurassien d’art et d’histoire）与Tour Rouge、火车头的巨筒与车房已被列入瑞士国家和区域重要文化财产名录。德莱蒙的旧城是瑞士古迹名录的一部分

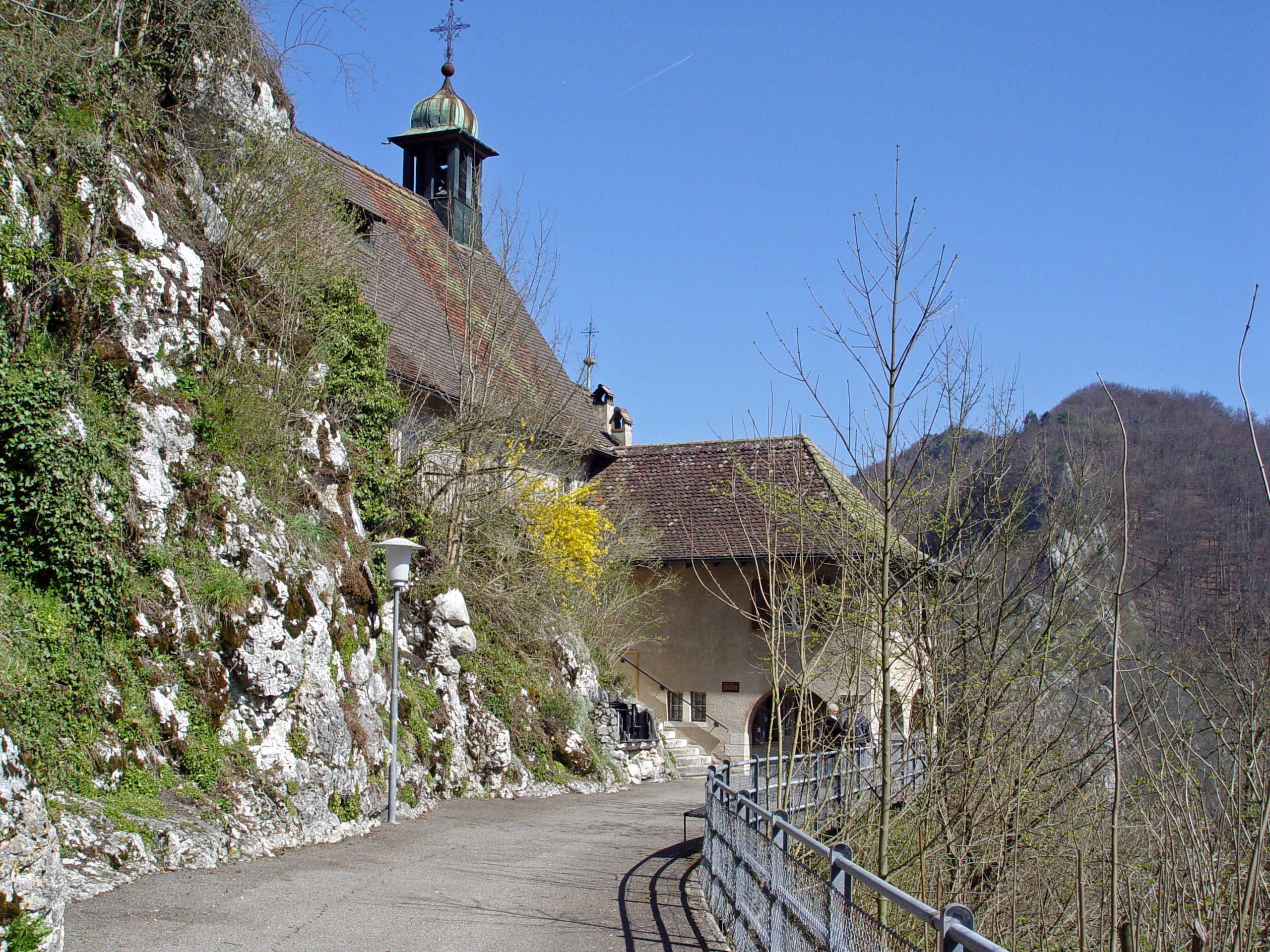
Vorbourg教堂
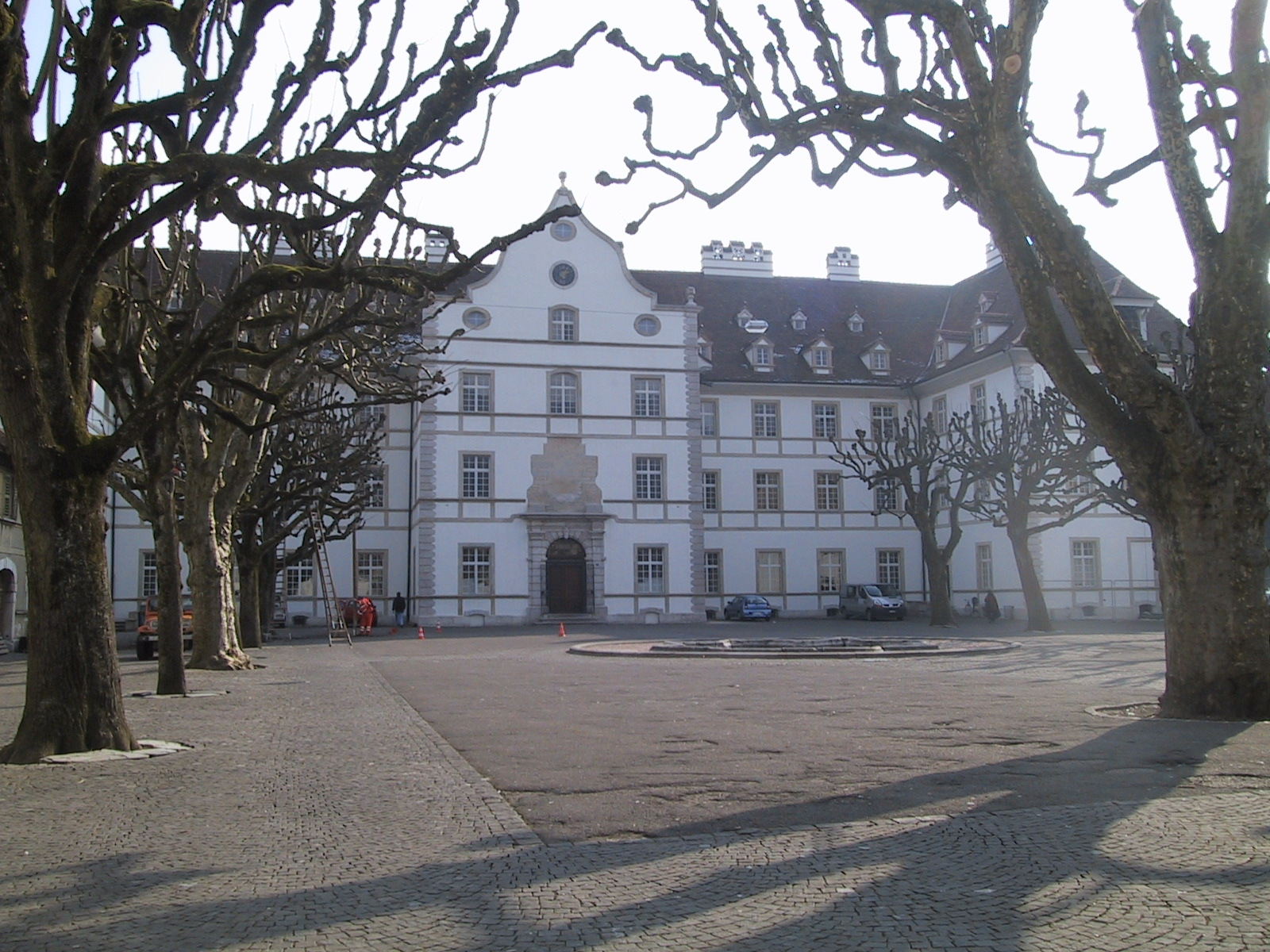
德莱蒙城堡
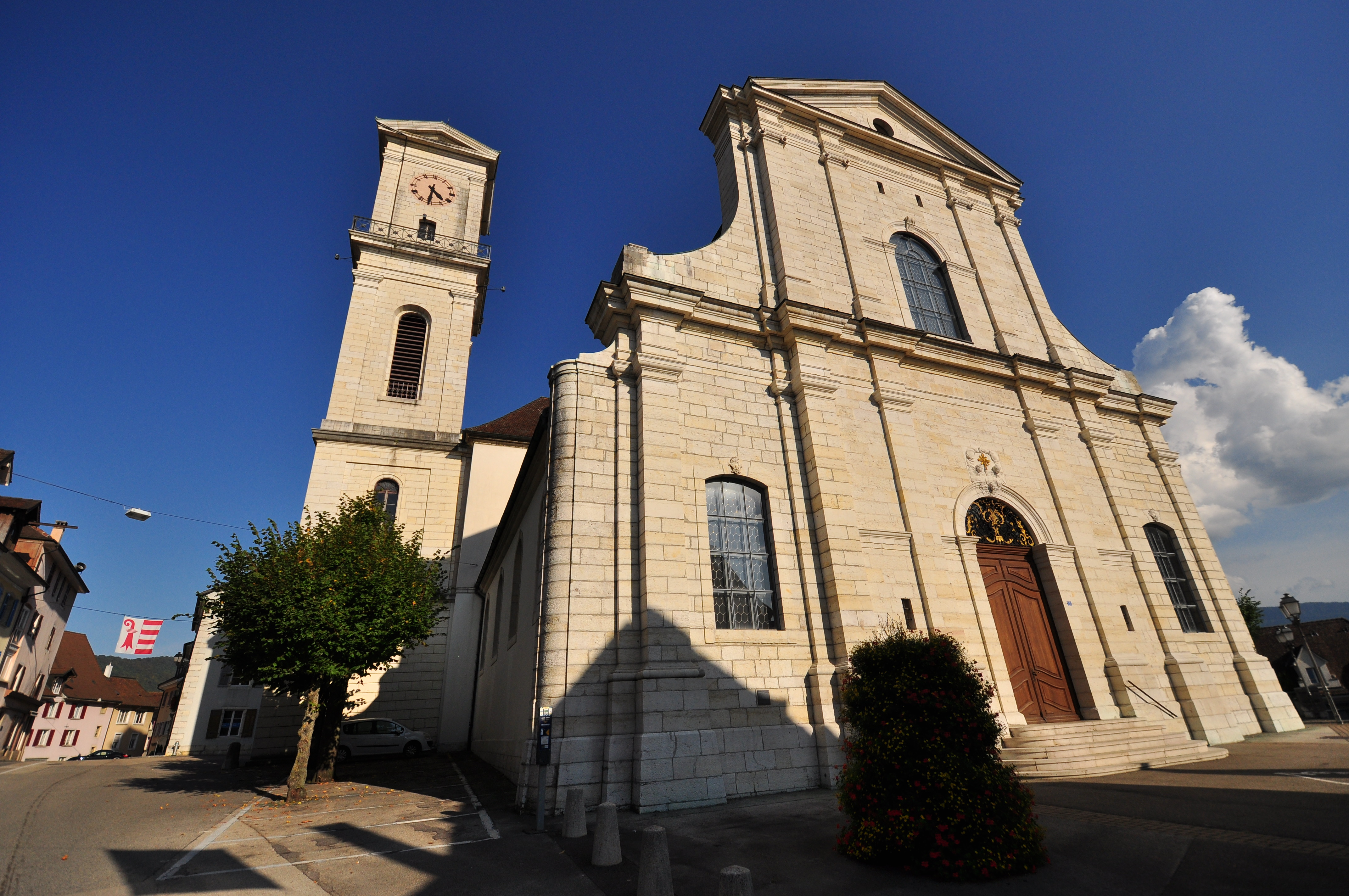
圣马塞尔教堂
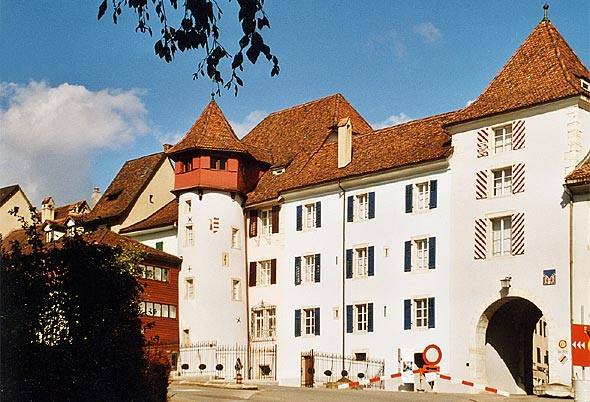

- Museum jurassien d’art et d’histoire et Tour Rouge
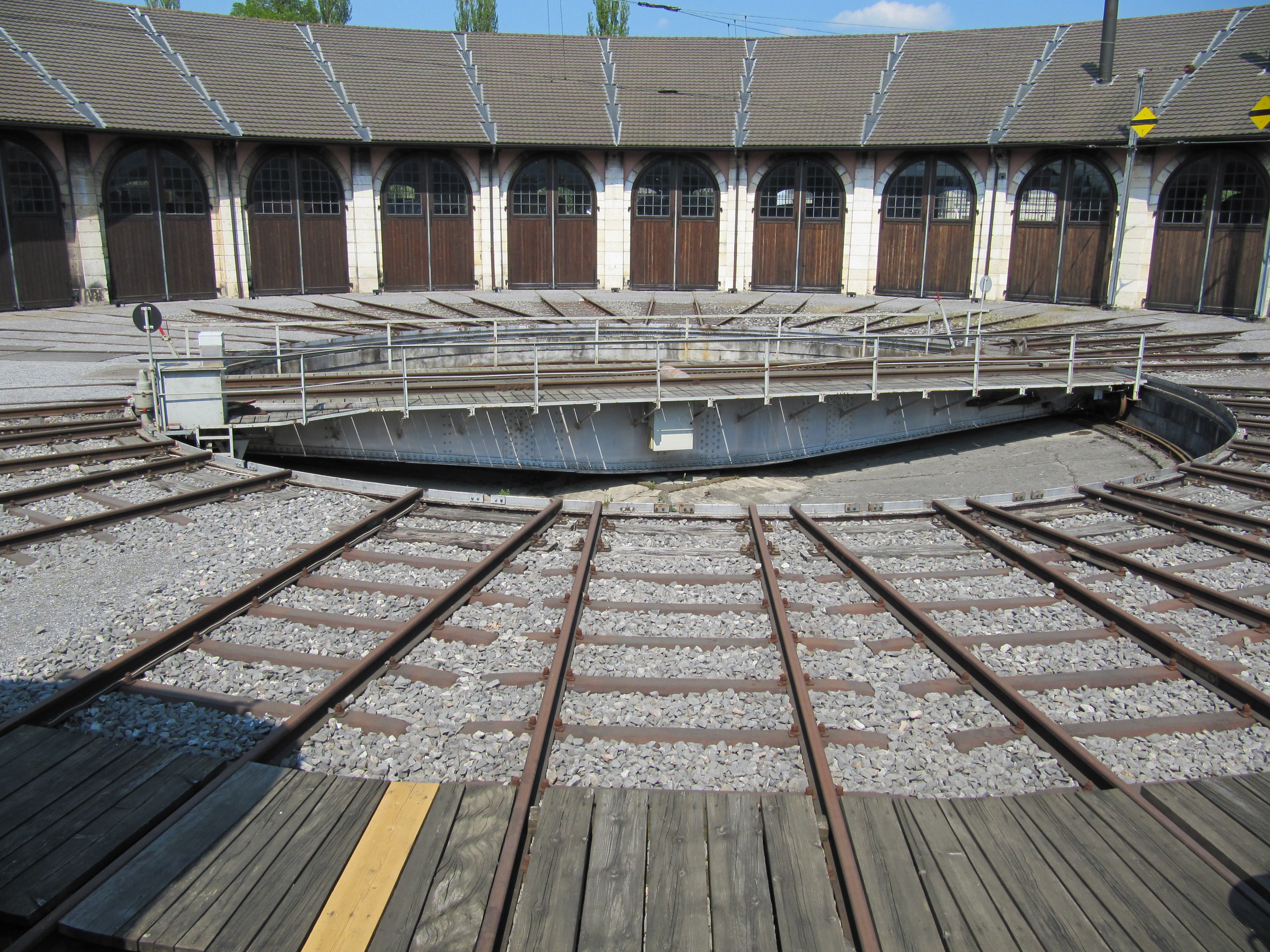
火车头的巨筒与车房

## 友好城市
- 法國 贝尔福[8]
- 尼加拉瓜 拉特立尼達[9]